# Mario Marina (calciatore)
Mario Marina (Bugojno, 3 agosto 1989) è un calciatore bosniaco, centrocampista del Varaždin.

## Carriera
Ha giocato nella prima divisione dei campionati bosniaco, croato ed azero.

## Palmarès

### Club

#### Competizioni nazionali
- Coppa della Bosnia ed Erzegovina: 1

Široki Brijeg: 2016-2017
- Druga hrvatska nogometna liga: 1

HNK Gorica: 2017-2018